# Pedro Pascottini
Pedro Ulises Pascottini Centurión, noto semplicemente come Pedro Pascottini (30 novembre 1998), è un giocatore di calcio a 5 paraguaiano.

## Carriera
Pascottini ha disputato, con la Nazionale Under-20 di calcio a 5 del Paraguay, il campionato sudamericano 2018, concluso dai Guaraní al terzo posto. Tre anni più tardi figura tra i convocati della nazionale maggiore alla Coppa del Mondo.

## Palmarès
- Campionato paraguaiano: 1
Cerro Porteño: 2022